# Athena Perample
Athena Perample (Míchigan, 31 de agosto de 1991) es una actriz, modelo, bailarina y doble cinematográfica estadounidense, reconocida por su participación en la película Army of the Dead y en los seriados Glee y Mythic Quest: Raven's Banquet.

## Biografía
Perample inició su carrera en el modelaje, realizando campañas publicitarias para marcas como Nike, Pizza Hut y Skechers. A comienzos de la década de 2010 inició su trayectoria en el cine y la televisión, apareciendo inicialmente en el seriado Glee como bailarina y doble de acción, profesión que siguió ejerciendo en diversas producciones como Legión, Euphoria, Animal Kingdom, Them y Terminator: Dark Fate. En WandaVision, seriado de 2011, ofició como doble de acción de las actrices Kathryn Hahn y Kat Dennings.
Uno de sus primeros papeles como actriz llegó en 2016 con la serie The E.A.T.S. Community, seguido de algunas apariciones en cortometrajes y telefilmes. Luego de participar en el programa de telerrealidad L.A. Clippers Dance Squad, en 2020 interpretó el papel de Tiffany Winters en la serie Mythic Quest: Raven's Banquet y un año después encarnó a la reina de los zombis en el largometraje Army of the Dead, dirigido por Zack Snyder.

## Filmografía

### Como actriz
| Año  | Título                        | Papel           | Notas            |
| ---- | ----------------------------- | --------------- | ---------------- |
| 2011 | Glee                          | Bailarina       | 1 episodio       |
| 2016 | The E.A.T.S. Community        | Sage            | 1 episodio       |
| 2016 | L.A. Clippers Dance Squad     | Ella misma      | Papel recurrente |
| 2017 | Caffeine-aholics              |                 | Cortometraje     |
| 2018 | Mogulettes                    | Carly           | Telefilme        |
| 2019 | The Bee                       | Y               | Cortometraje     |
| 2020 | Mythic Quest: Raven's Banquet | Tiffany Winters | 1 episodio       |
| 2021 | Army of the Dead              | Reina Alfa      | Largometraje     |

### Como doble de acción
| Año  | Título                  | Notas       |
| ---- | ----------------------- | ----------- |
| 2018 | Legión                  | 1 episodio  |
| 2019 | Euphoria                | 3 episodios |
| 2019 | Animal Kingdom          | 4 episodios |
| 2019 | Terminator: Dark Fate   |             |
| 2019 | Countdown               |             |
| 2021 | WandaVision             | 3 episodios |
| 2021 | Them                    | 3 episodios |
| 2021 | Army of the Dead        |             |
| 2021 | American Horror Stories | 1 episodio  |
| 2021 | Jason Derulo: Acapulco  |             |
| 2021 | Kate                    |             |